# Airbus A220
Az Airbus A220 egy keskenytörzsű, közepes hatótávolságú utasszállító repülőgép, a franciaországi Airbus vállalat terméke, melyet Kanadában és az Amerikai Egyesült Államokban gyártanak. A típust eredetileg a kanadai Bombardier Aerospace hozta létre, és korábban Bombardier CSeries néven forgalmazták. Fejlesztése 2008. július 13-án kezdődött, az első prototípus 2013. szeptember 16-án szállt fel, 2015. december 18-án kapta meg első típusengedélyét, és 2016. július 15-én állt szolgálatba a Swiss International Air Lines egyik leányvállalatánál. A következő változat, a valamivel hosszabb A220-300 2015. február 27-én repült először, 2016. július 11-én kapta meg a típusengedélyt, és 2016. december 14-én állt szolgálatba az airBaltic légitársaságnál.
Ikerhajtóműves repülőgép, két darab Pratt & Whitney PW1500G típusú turbóventilátoros hajtómű hajtja, melyek a szárnyakon helyezkednek el. A géptörzs alumíniumból és lítiumból áll, és a gazdaságos üzemeltetés érdekében optimalizált aerodinamikával rendelkezik. A típus maximális felszállótömege 63,1 és 70,9 tonna (139 000 és 156 000 font) között mozog, hatótávolsága pedig 6390–6670 km (3450-3600 tengeri mérföld) közé tehető. A repülőgép fogadtatása jóval kedvezőbbnek és gazdaságosabbnak bizonyult, mint amit a gyártók eredetileg vártak tőle, messze túlteljesítette a hozzá fűzött reményt, miután az Airbus beszállt a gyártásba. 2023 decemberéig a globális A220-flotta több mint 1 millió repülést hajtott végre közel 1,7 millió óra alatt; a típusnak ezidáig nem volt balesete.
A 35 m (115 láb) hosszú A220-100-as 108-133, míg a 38,7 m (127 láb) hosszú A220-300-as 130-160 utast tud befogadni. Az ACJ TwoTwenty az A220-100 üzleti változata, amely 2020 végén került forgalomba. 2023 decemberéig összesen 914 A220-asra érkezett megrendelés, amelyből 314-et már leszállítottak, és ezek összesen 21 légitársaságnál állnak szolgálatban. Az amerikai Delta Air Lines a legnagyobb üzemeltető, 68 repülőgéppel.
Az Airbus A220 más gyártók repülőgépeihez hasonlíthatóː az amerikai Boeing esetében a 737 MAX 7-nek, a brazil Embraer esetében az E-195-nek felel meg leginkább. A típus 2018 júliusáig viselte a CSeries nevet, amikor is Airbus A220 lett, miután az Airbus a 2016-ban létrehozott vegyesvállalaton keresztül 50,01%-os részesedést szerzett a programban. 2019 augusztusában az Airbus gyárat nyitott Alabamában, amely kiegészíti a québeci Mirabelben található fő üzemet. 2020 februárjában az Airbus 75%-ra növelte részesedését, miután a Bombardier kiszállt a programból. A fennmaradó 25% tulajdonosa a québeci kormány, az Investissement Québec nevű befektetési társaság révén.

## Fejlesztés

### Előzmények

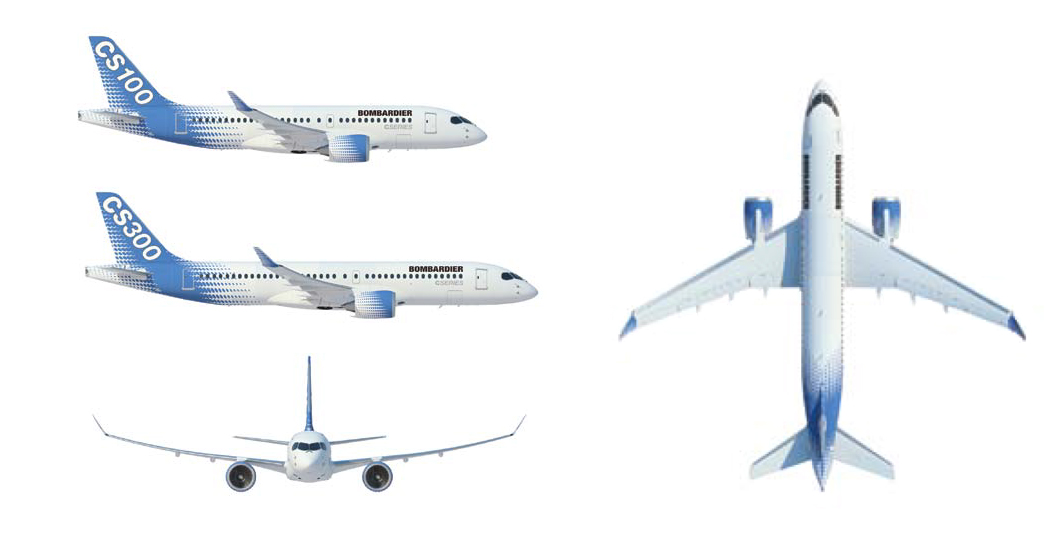
A repülőgép első tervei

A repülőgép egyik alapjául a Fokker 100 szolgált. Ezt a kis hatótávolságú gépet a holland Fokker cég gyártotta 1986–1997 között. A legfontosabb különbség a két repülő között, hogy míg az A220-as vezérsíkjai a hagyományos módon vannak elrendezve, addig a Fokkernél ez T alakban helyezkedett el, és ennek megfelelően a két hajtómű is a T-vezérsík alatt volt, nem a szárnyakon. 1996. február 5-én a Bombardier tárgyalásokat kezdett a Fokkerrel a vállalat eszközeinek megvásárlásáról, de a Bombardier február 27-én bejelentette, hogy eláll az üzlettől. 1996. március 15-én a Fokker csődöt jelentett.
1998. szeptember 8-án a Bombardier bemutatta a BRJ-X, azaz a Bombardier Regional Jet eXpansion nevű, a Canadair Regional Jetnél nagyobb regionális repülőgépet, amely 2003-ban állt volna szolgálatba. Ez a gép szélesebb törzzsel, összesen 85-110 utasnak biztosított volna helyet, ezzel a Boeing 717, vagy a Boeing 737-500 ellenfele lehetett volna. 2000-ben azonban a Bombardier úgy döntött, hogy elveti a gép terveit, hogy inkább a CRJ-családra fókuszáljon.
Eközben az Embraer 1999 júniusában, Párizsban bemutatta a 70-122 utas befogadására alkalmas E-Jet-jét, amely 2002 februárjában teljesítette szűzrepülését, és 2004-ben került forgalomba. Az Airbus 1999. április 21-én mutatta be a 107-117 utas befogadására alkalmas Airbus A318-ast, ami az Airbus A320 legkisebb változata. Ez 2002 januárjában teljesítette első repülését. Eközben a Boeing 1998 szeptemberében szállította le a 737-600 első példányát.

### Megvalósíthatóság
2004. március 8-án a Bombardier felkérte Gary Scottot, hogy vizsgálja meg egy új, közepes hatótávolságú utasszállító kifejlesztésének lehetőségét. 2004 júliusában a Bombardier a Farnborough Airshow-n elindított egy megvalósíthatósági tanulmányt egy olyan gépről, amely képes lenne leváltani a kiöregedő DC-9/MD-80, Fokker 100, Fokker 70, Boeing 737 Classic és BAe 146 típusú gépeket a légitársaságok flottáiban, mégpedig úgy, hogy 20 százalékkal kevesebb üzemanyagot, és 15 százalékkal kevesebb üzemeltetési költséget igényel, mint a fent említettek. A kisebbik változat 110-115, a nagyobbik 130-135 utast szállítana, 3200 tengeri mérföldön.
A Bombardier igazgatótanácsa 2005. március 15-én jóváhagyta a CSeries-programot, elindítása előtt pedig határozott kötelezettségvállalásokat kért a potenciális vevőktől, beszállítóktól és kormányzati partnerektől. Az első repülést 2008-ra, a forgalomba állítást pedig 2010-re tervezték.
A projekt költségét 2,1 milliárd dollárra becsülték. Ezt a beszállítók és a partnerek egy-egy harmadban osztották meg. A kanadai kormány 262,5 millió dollárt, Québec kormánya 87,5 millió dollárt, az Egyesült Királyság kormánya pedig 340 millió dollárt (180 millió font) fektetne be, amelyet repülőgépenként jogdíj alapján kellene visszafizetni. Az Egyesült Királyság hozzájárulása egy befektetési partnerség része, amelynek értelmében a szárnyak, hajtóműgondolák és a kompozit géptörzsek fejlesztése Belfastban zajlik, ahol a Bombardier 1989-ben megvásárolta a Short Brothers vállalatot.
2006. január 31-én a Bombardier bejelentette, hogy a piaci feltételek nem indokolják a program elindítását, ezért leállítják. A CSeries-projekt csapatát és erőforrásait a regionális sugárhajtású és turbólégcsavaros repülőgépekre fogják átirányítani.
2007. január 31-én a Bombardier bejelentette, hogy mégis visszatérnek a CSeries munkálataihoz, és hogy az új gép forgalomba állítását 2013-ra tervezik. Ugyanebben az évben a gyártó leszerződött a Pratt & Whitney-vel, aminek érdekében utóbbi cég fogja gyártani a gép hajtóműveit.

### A program elindítása

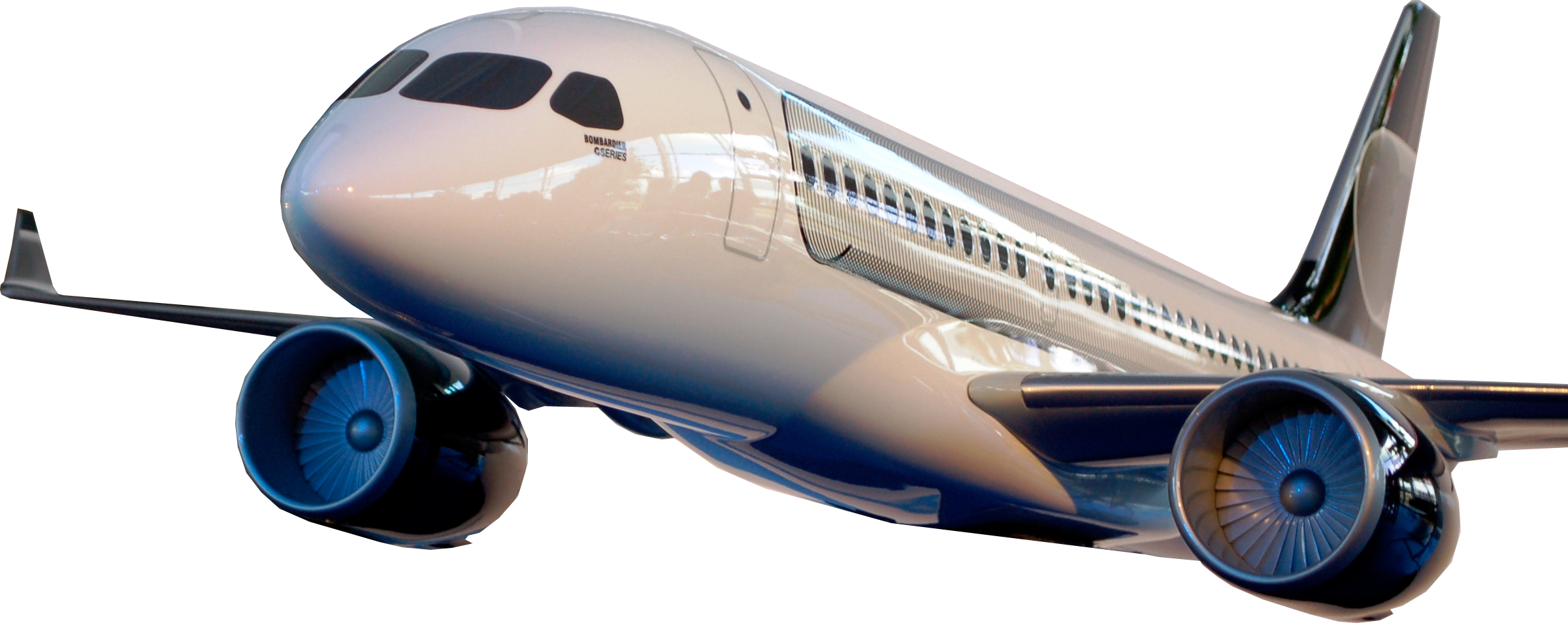
A CSeries eredeti modellje

2008. február 22-én megindult a repülőgép értékesítése, ekkortól kezdve lehetett rá megrendelést leadni. A Lufthansa és a Qatar Airways jelezte, hogy érdeklődik a típus iránt. 2008. július 13-án, a Farnborough Airshow megnyitásának előestéjén tartott sajtótájékoztatón a Bombardier Aerospace hivatalosan is bemutatta a Bombardier CSeries-t. A Lufthansa 60 repülőgép megvásárlására írt alá szándéknyilatkozatot. A tervek szerint a repülőgép összeszerelése Mirabelben történne, a szárnyakat Belfastban gyártanák, a farok és a pilótafülke pedig a quebeci Saint-Laurentben készülne. A törzs többi részét a China Aviation Industry Corporation (AVIC) leányvállalata, a Shenyang Aircraft Corporation gyártaná. A Bombardier becslése szerint a CSeries-ből 20 év alatt 6300 darab készülhet, ami több mint 250 milliárd dolláros bevételt jelentene a következő 20 évben; a vállalat arra számított, hogy a regionális piacnak akár a felét is meg tudja szerezni.

### A prototípus gyártása

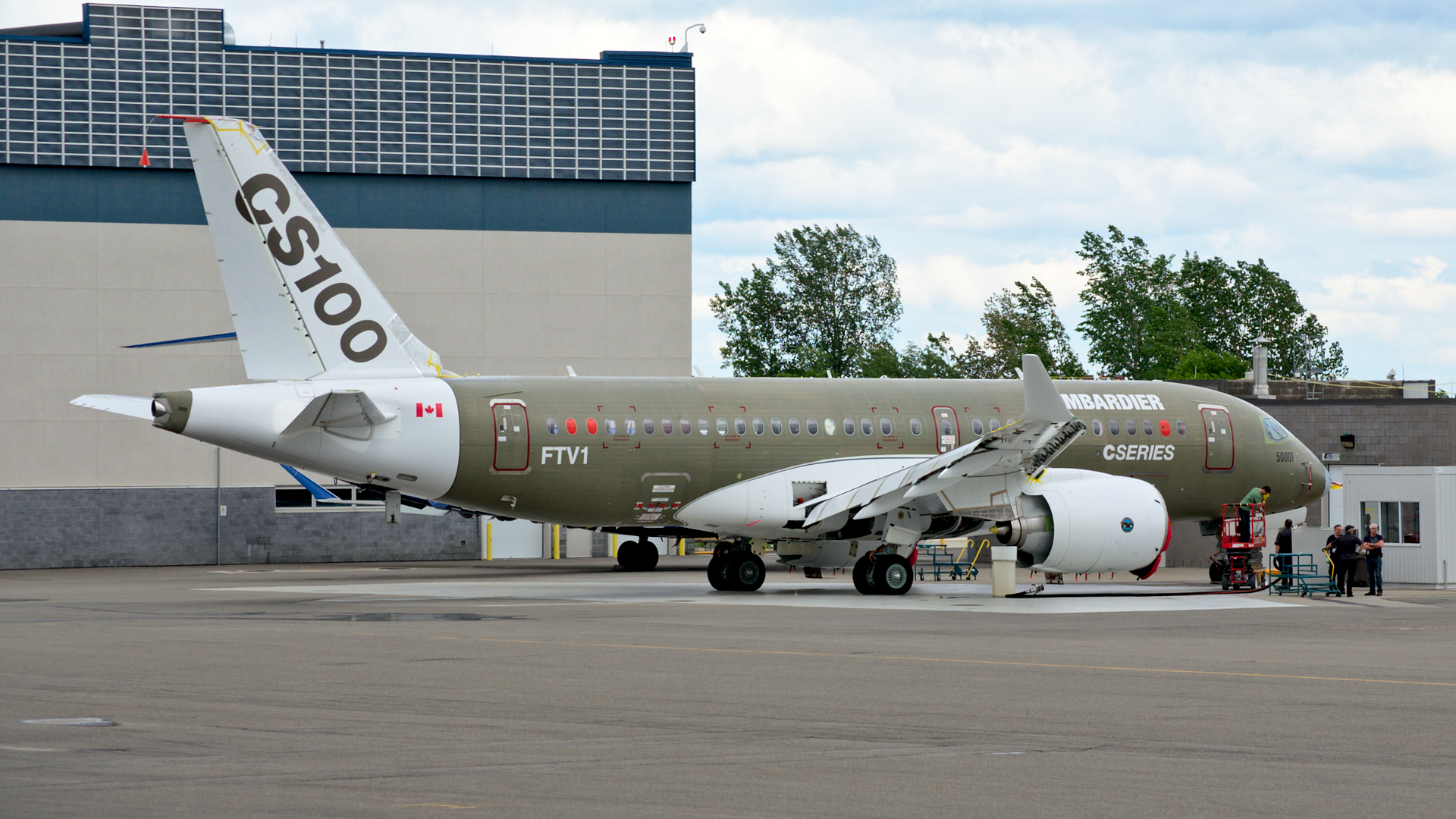
A CSeries első prototípusa félkész állapotban

2009 márciusában a Bombardier a C110 és C130 altípusokat CS100, illetve CS300 altípusokra keresztelte át. A típusokat normál és kiterjesztett hatótávolságú (ER) változatban kínálták; emellett a CS300-asból egy extra tolóerejű (XT) változatot is kínáltak. A Bombardier később egyetlen változat gyártása mellett döntött, a kiterjesztett hatótávolság lett az új normál. Novemberre elkészült az első szárny a Bombardier Aerostructures and Engineering Services (BAES) belfasti telephelyén. A program költsége mintegy 3,5 milliárd dollárra nőtt, amelyet a beszállítókkal és a kormányokkal osztottak meg. Ugyanebben a hónapban megkezdődött a kompozit szárnyakat gyártó üzem építése a belfasti telephelyen, és a CSeries első repülése 2012-re volt várható.
2009 márciusában a Bombardier bejelentette a főbb beszállítókat: Alenia Aeronautica: a kompozit vízszintes és függőleges stabilizátorok, Fokker Elmo: a kábelezési és összekapcsolási rendszerek, Goodrich Corporation Actuation Systems: a szárnyak és a lamellák működtető rendszerének tervezése és gyártása. 2009 júniusára a számlázható anyagok 96%-át már kiosztották, a fennmaradó alkatrészek és rendszerek tekintetében a vállalat különböző cégekkel állapodott megː a Shenyang Aircraft Corporationnal a középső törzsre, a Zodiac Aerospac-vel a belső terek, a United Technologies Corporation-nal a hajtóműgondolák, a Liebherr-rel a futóművek és a pneumatika, az UTC Aerospace-el az elektromos rendszer és a világítás, a Goodrich-el a motorgondola, a Meggitt-tel a kerekek és a fékek, a Michelin-nel a gumiabroncsok, a Spirittel a pilonok, a Honeywell-lel a segédhajtómű, a PPG-vel az ablakok gyártására.
A CSeries-t az Airbus A320 kisebb változatainak konkurensének szánták. Az Airbus úgy döntött, hogy versenybe száll a CSeries ellen, ahelyett, hogy figyelmen kívül hagyta volna, ahogy a Boeing tette. Az Airbus csökkentette az A320-as árát, sikeresen megakadályozva a Bombardier-t több üzlet megkötésében. A Republic Airways Holdings – akkoriban a Frontier Airlines tulajdonosa – 2010-es megrendelése 40 darab CS300-asra az A320neo átdolgozására késztette az Airbust.
2010 januárjában a Bombardier bejelentette, hogy a CS100-asok leszállítása a tervek szerint 2013-ban kezdődik, a CS300-asok szállítása pedig egy évvel később következik. 2011 novemberében a Bombardier 2012 második felére kalkulálta az első repülést, mivel legkorábban 2012 közepéig kapta meg a hajtóműveket. 2012 júniusában a gyártó megerősítette, hogy az első repülésnek még az év vége előtt meg kell történnie, az ezt követő üzembe helyezés pedig 2013-ra marad. 2012 novemberében a Bombardier közölte, hogy a program egyes területei nem részletezett beszállítói problémák miatt késnek, és bejelentette, hogy mind az első repülés 2013 júniusára, mind a CS100 egy évvel későbbi üzembe helyezése hat hónappal csúszik.

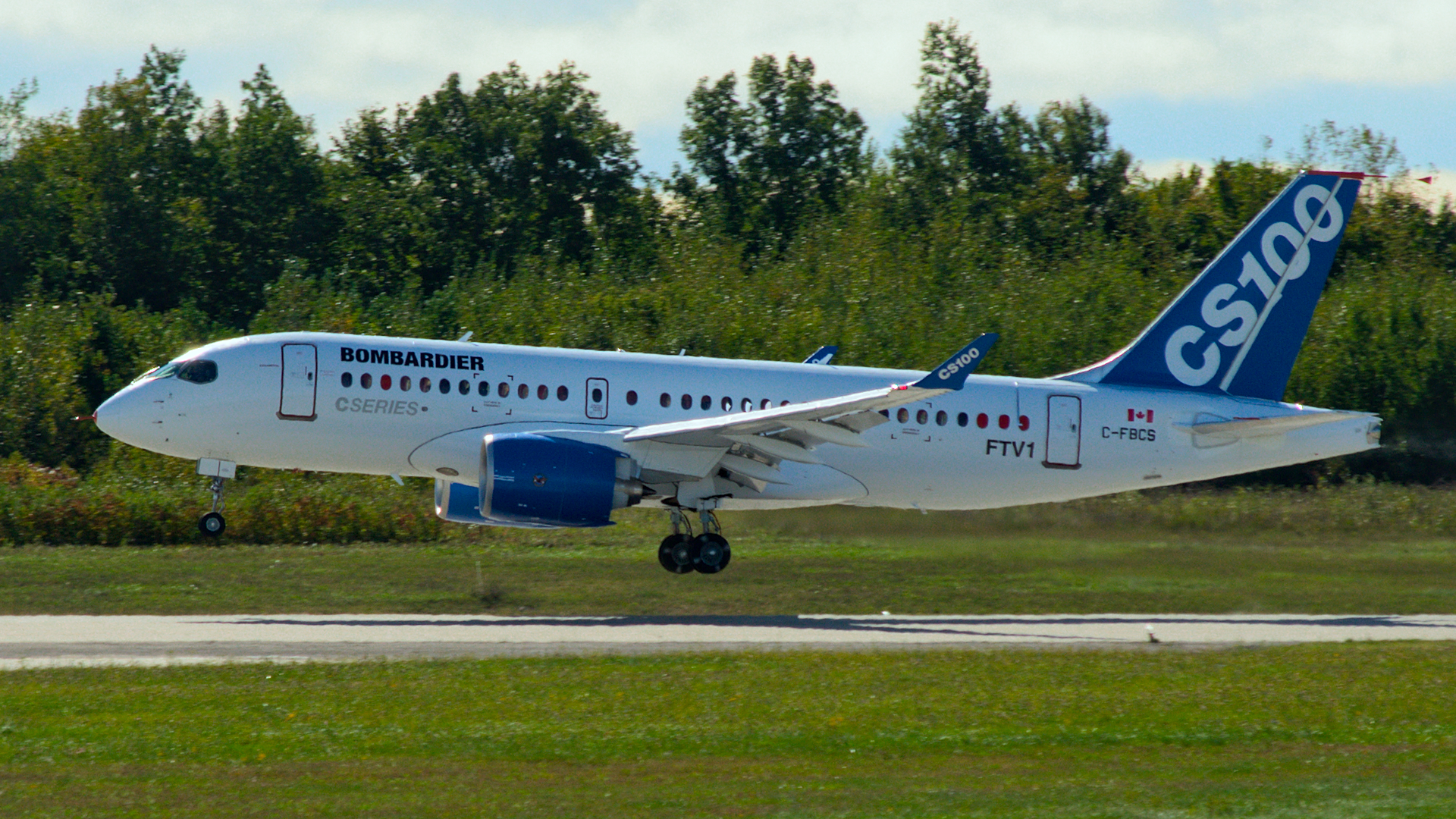
A CS100 első felszállása

2013. március 7-én bemutatták az első prototípust, majdnem-kész állapotban. Júniusban a Bombardier júliusra halasztotta az első repülést a szoftverfrissítések miatt. Július 24-én az elhúzódó rendszerintegrációs folyamat után az első repülést a következő hetekre halasztották. Augusztus 30-án a gép megkapta a repülési tesztelési engedélyt a Transport Canadától, amely engedélyt adott a nagy sebességű gurulási és repülési tesztek elvégzésére.

### A tesztek

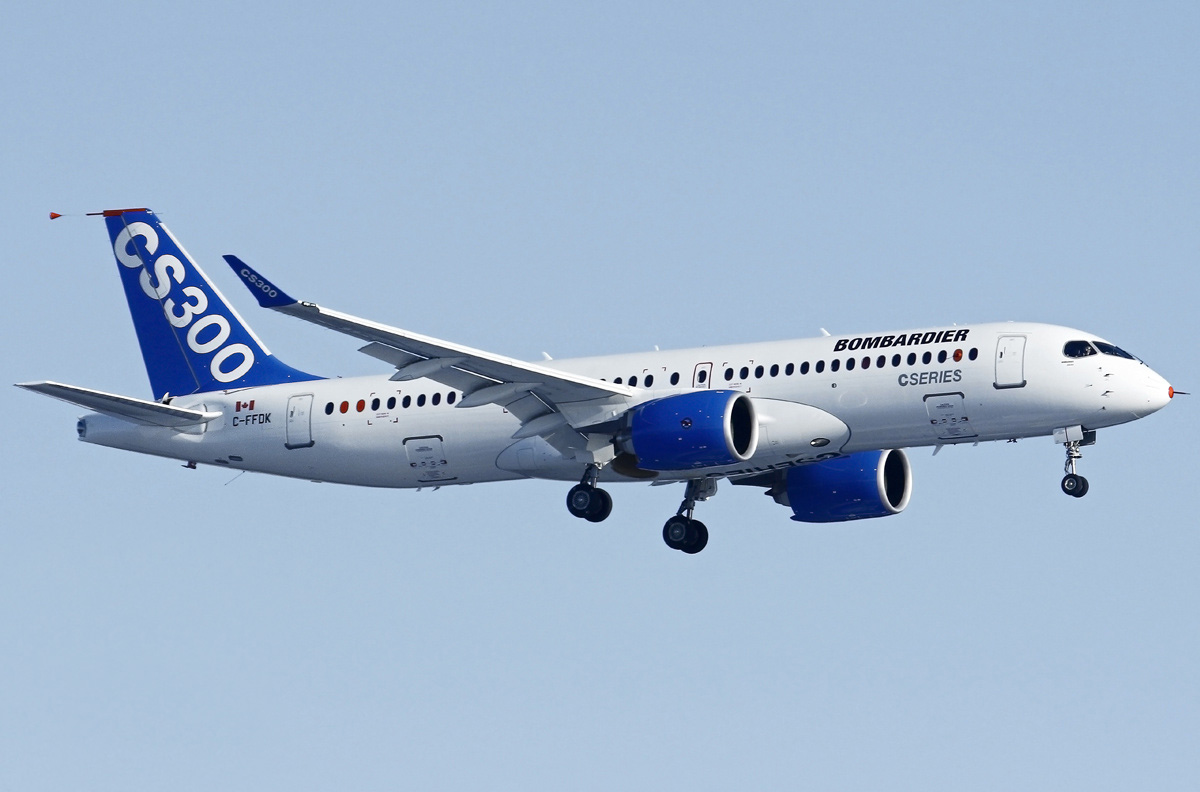
A CS300 első repülése

2013. szeptember 16-án a CS100 végrehajtotta szűzrepülését a Mirabel repülőtérről. Több mint 14000 adatot gyűjtöttek ezen a repülésen; az átkonfigurálás és szoftverfrissítés után a prototípus október 1-jén repült másodszor. 2014. január 16-án a tervezett üzembe helyezési dátumot a tanúsítási tesztekkel kapcsolatos problémák miatt 2015 második felére halasztották. 2014. május 29-én a négy prototípus közül az egyiknek a hajtóműve meghibásodott. Ennek következtében a repülési teszteket felfüggesztették a vizsgálat befejezéséig. Az eset miatt a Bombardier nem tudta bemutatni a CSeries-t az év egyik legfontosabb repülőgépipari eseményén, a kétévente megrendezett Farnborough Airshow-n. Szeptember 7-én újraindították a repülési teszteket, miután a hajtóműproblémát kijavították. Laurent Beaudoin, a Bombardier elnöke kijelentette, hogy a CSeries várhatóan 2016-ban állhat szolgálatba. A késedelmek több megrendelés lemondásához vezettek, többek között a svéd fél részéről is.
2015. február 20-ig a prototípusok több mint 1000 repült órát gyűjtöttek össze. 2015. február 20-án a CS300 prototípus végrehajtotta első felszállását. A tesztrepülés eredményei felülmúlták a vállalat zajjal, gazdaságossággal és teljesítménnyel kapcsolatos várakozásait, ami azt jelenti, hogy a meghirdetettnél nagyobb hatótávolság is lehetséges. Az ötödik CS100 március 18-án repült először. Március 27-én a Bombardier megerősítette, hogy a CS100 kanadai repülési engedélyének kiadása 2015 végére várható, a forgalomba állítás pedig 2016-ban. A CS100-as típus engedélye 2015 végén érkezik meg.
2015 végére a típus minden tesztet teljesített.

### Kormányzati támogatások
2015-ben a Bombardier felajánlotta, hogy eladja a CSeries program többségi részesedését az Airbusnak. Az Airbus 2015 októberében elutasította a Bombardier ajánlatát. Néhány nappal korábban a québeci kormány közölte, hogy kész pénzügyi támogatást nyújtani a Bombardier-nek, ha igénylik. A Bombardier kijelentette, hogy elkötelezett a CSeries mellett, és hogy rendelkezik a pénzügyi forrásokkal a folytatáshoz. Október 29-én a Bombardier 3,2 milliárd kanadai dollár értékvesztést hajtott végre a CSeries-re. A Trudeau-kormány jelezte, hogy november eleji hatalomra kerülése után válaszol a Bombardier 350 millió dolláros támogatás iránti kérésére. Ugyanezen a napon a québeci kormány 1 milliárd dollárt fektetett be a vállalatba, hogy megmentse a küszködő programot. November elején a Scotiabank jelentése jelezte, hogy a vállalatnak és a programnak valószínűleg második mentőcsomagra lesz szüksége, és hogy a CSeries valószínűleg még akkor sem fog profitot termelni.
2016 áprilisában a Bombardier állítólag 1 milliárd $ összegű segélycsomagot kért a kanadai kormánytól, majd a kormány felajánlotta a segélycsomagot anélkül, hogy az összeget vagy a támasztott feltételeket nyilvánosságra hozta volna, bár egyes médiumok arról számoltak be, hogy a vállalat kezdetben elutasította az ajánlatot. 2017 februárjában a kormány végül bejelentette, hogy 372,5 millió kanadai dollár összegű kamatmentes hitelcsomagot nyújt a vállalatnak, amelynek egyharmadát a CSeries-program kapja meg. 2016 júliusára a Bombardier Aerospace az Investissement Québec-el közösen létrehozta a C Series Aircraft Limited Partnership (CSALP) társaságot.

### Típusengedély
A sorozat legkisebb modellje, a 110-125 férőhelyes CS100 2015. december 18-án kapta meg a típusengedélyt a Transport Canadától, majd 2016 júniusában egyidejűleg az amerikai Szövetségi Légügyi Hatóságtól (FAA) és az Európai Repülésbiztonsági Ügynökségtől (EASA), így a hónap végére szabaddá vált az út az első üzemeltető, a Swiss International Air Lines számára történő leszállításhoz. A CS100-as típus 2015 decemberi Transport Canada általi tanúsításának idején a CSeries-re 250 megrendelés és szándéknyilatkozat volt aláírva, valamint további 360 darabra szóló kötelezettségvállalás; ezek többsége a CS300-as típusra vonatkozott, amelynek tanúsítását 2016 nyarára várták. A legnagyobb típus, a 130-145 üléses CS300-as 2016. július 11-én kapta meg a típusengedélyt Kanadától, október 7-én az EASA-tól, így 2016 novemberében átadták az első példányt az airBaltic-nak. 2016. november 23-án mindkét típus egyszerre kapta meg a közös típusjogosítást a Transport Canadától és az EASA-tól, ami lehetővé teszi, hogy a pilóták mindkét típusra képesítést szerezzenek.
2018 júliusában, az Airbus általi felvásárlást követően a repülőgépet átnevezték Airbus A220-ra. 2018 decemberében az EASA jóváhagyta a IIIa/IIIb kategóriájú műszeres megközelítést automata landolásra, döntési magasság nélkül, de a futópálya láthatóságának minimális követelményei mellett. 2019 januárjában a PW1500G-vel hajtott A220-as megkapta a Transport Canada ETOPS 180 jóváhagyását, amely lehetővé teszi a repülést útvonalakat óceánok vagy távoli régiók felett. 2021 júliusában az EASA hivatalosan jóváhagyta az A220-300 férőhelyeinek 149 főre történő növelését, a szárny feletti vészkijárat módosításának függvényében. 2021 szeptemberében az Airbus tárgyalásokat kezdett a kínai polgári légügyi hatósággal (CAA) az A220-as tanúsításáról, hogy beléphessen a kínai légiközlekedési piacra, különösen az ország nyugati részén

### Sorozatgyártás
2016-ban a gyártó hét repülőgépet szállított le két légitársaságnak, a Swissnek és az airBalticnak, így 2017-re már 30-35 gép átadása volt a cél. A hajtóműgyártás késlekedése miatt azonban ezt a számot 20-22-re kellett módosítani, és a gyakorlatban végül csupán tizenhetet sikerült átadni. A program indulásakor a Bombardier 2008 és 2027 között évi 315 kiszállítást prognosztizált, de ez már akkor sem volt reális, hiszen a hasonló kaliberű gépekből is alig 80 példány fogyott évente. 2018. július 1-ig összesen 37 darab CSeries-gépet sikerült átadni.

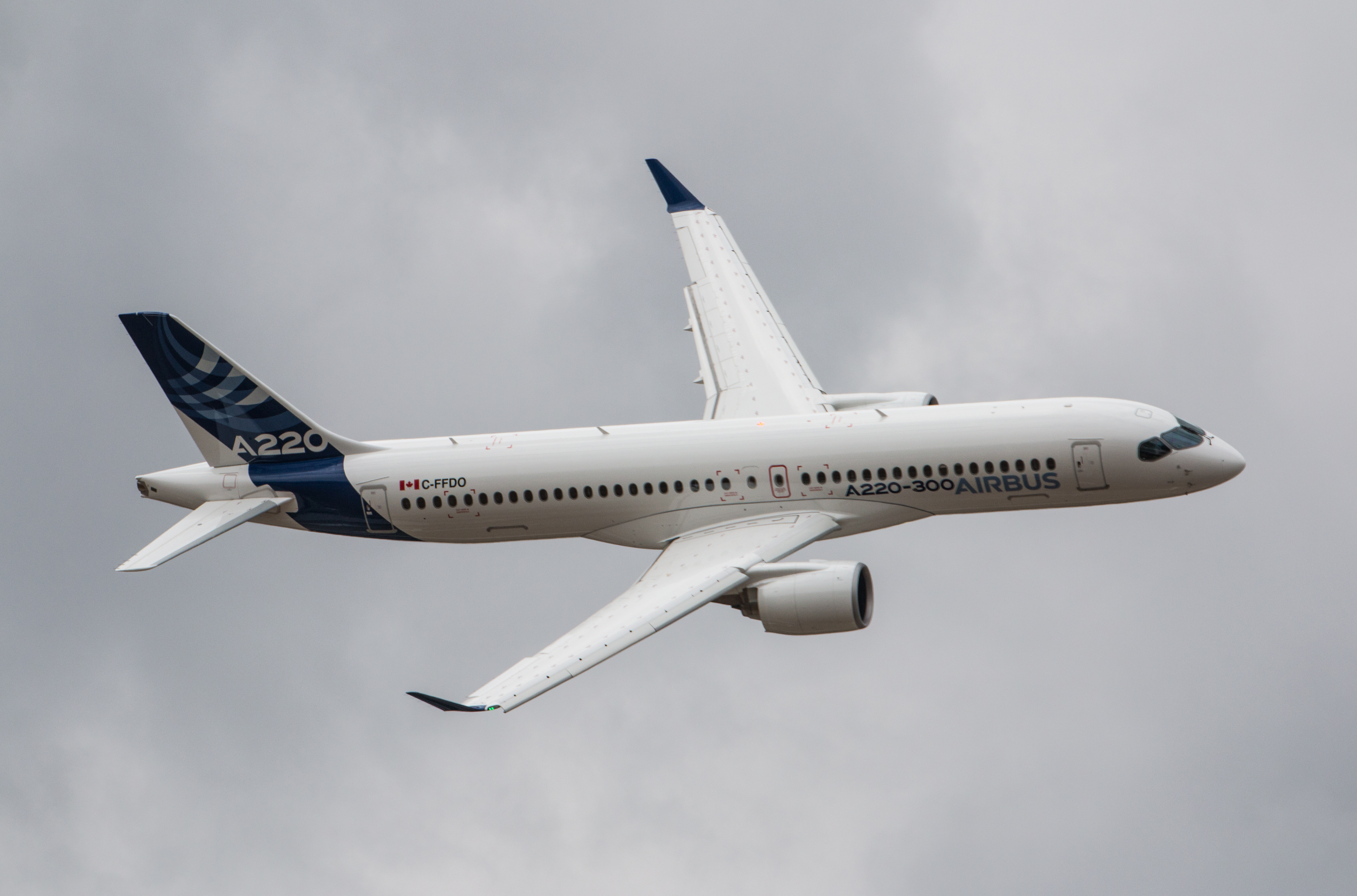
Az első A220-300, ami már az Airbus-gyárból került ki

2018. július 1-én életbe lépett az Airbus-Bombardier paktum, aminek az értelmében a Bombardier CSeries neve Airbus A220 lett. A tervek szerint a közös program egy, mindkét félből álló csoport felügyelete alá került, aminek vezetője Philippe Balducchi lett. Az Airbus tervei között szerepelt a megrendelések 100-ra növelése volt 2018-ra, az elkövetkező 20 évben pedig mintegy 3000 megrendeléssel számot. 2018 közepén az Airbus pénzügyi igazgatója több mint évi 100 A220-as legyártását helyezte kilátásba. 2018-ban az átadott gépel széma elérte a 33 darabot, majd 2019-ben a 48-at. A legyártott gépek 80 százaléka A220-300, és csak a fennmaradó 20 százalék A220-100.
Az alabamai Mobile-ban épülő 300 millió dolláros gyáregység alapkőletételére 2019. január 16-án került sor. A Bombardier pénzügyi korlátainak megszűnése széleskörű mozgásteret adott a programba belépő Airbusnak. 2020. június 2-án teljesítette első repülését az első, Alabamában gyártott A220-as. Ugyanezen időpontra megkezdődött az első repülőgép gyártása a JetBlue Airways számára is. 2020. október 22-én szállították le az első amerikai összeszerelésű A220-as repülőgépet, egy A220-300-ast a Delta Air Lines számára.
2021 januárjában, amikor az Airbus felülvizsgálta gyártási ütemét, miután a Covid19-pandémia által érintett széles törzsű repülőgépek iránti kereslet eltolódott, az A220-as a korábban tervezett havi 5 repülőgépes gyártási ütemet érte el az első negyedév végére. 2021 májusában az Airbus 2022 elejétől havi hat gépes gyártási ütemet célzott meg, és az évtized közepére el kívánja érni a havi 14 (10 Mirabelben és 4 Alabamában) gépet, hogy nyereséges legyen.

### A Bombardier kilépése
Miután 2020 januárjában felülvizsgálta részvételét a programban, a Bombardier Aerospace az év februárjában végleg elhagyta az A220-programot, és 591 millió dollárért eladta részesedését az Airbusnak. Így a program részesedésének 75 százaléka az Airbusé lett; a maradékot a Investissement Québec birtokolja. A tervek szerint 2026-ig az Airbus teljesen felvásárolja a programot. Az Airbus és a québeci kormány 2022 februárjában megállapodott abban, hogy további 1,2 milliárd dollárt fektetnek be az Airbus Kanadába, hogy támogassák az A220-as gyártási ütemének havi 14 gépre történő felgyorsítását. 2022-ben az Airbus 900 millió dollárt, az Investissement Québec pedig 300 millió dollárt fektetett a repülőgépprogramba, lehetővé téve a partnerség folytatását, amíg a program az évtized közepén nyereségessé nem válik.

## Felépítése

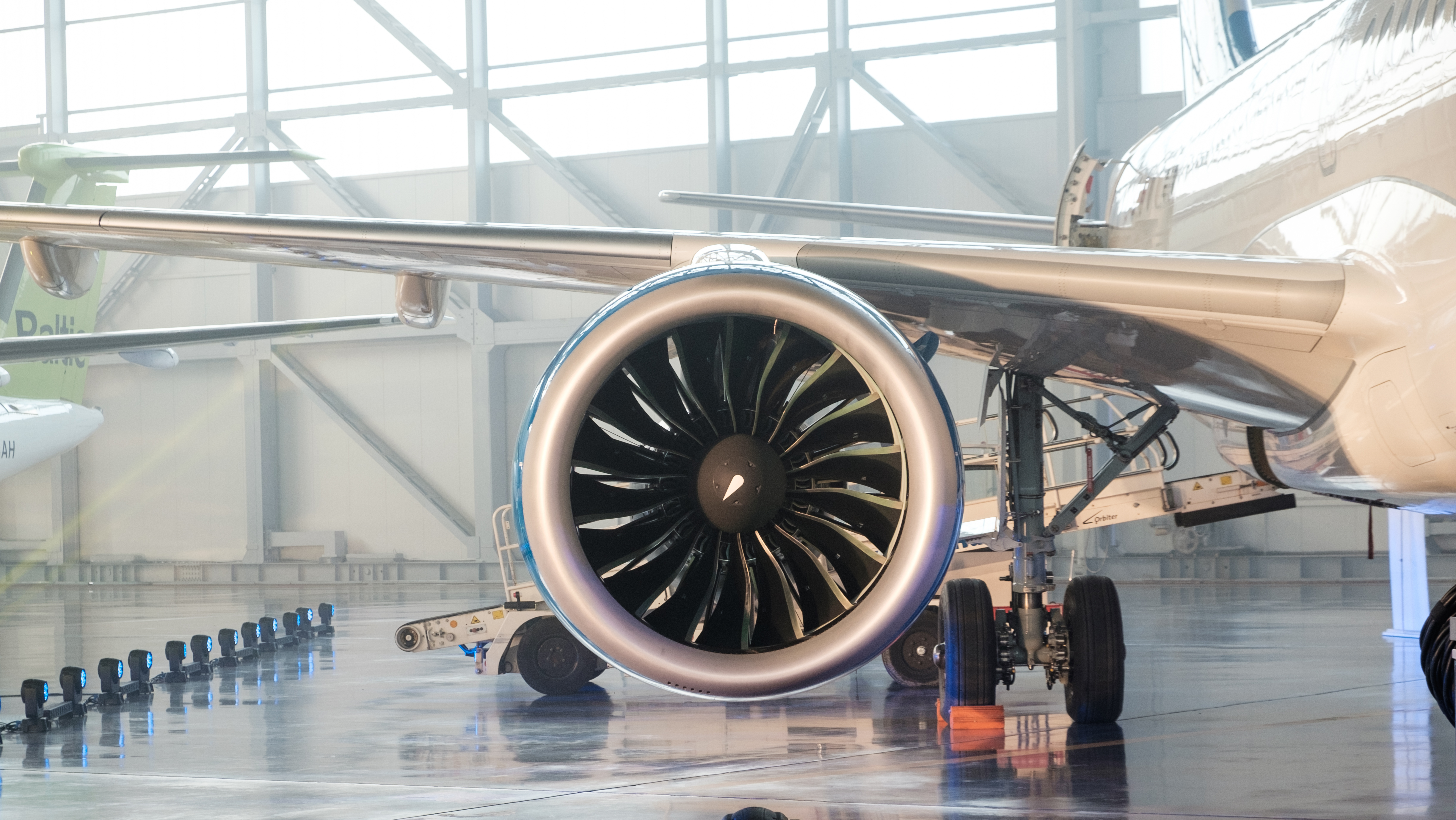
PW1500G motor

Az Airbus A220 egy keskenytörzsű, közepes hatótávolságú utasszállító repülőgép, melynek felépítését a Bombardier tervezte. Hajtóművei nagy hatótávolságot tesznek lehetővé, csakúgy, mint a Boeing 737 MAX vagy az Airbus A350 esetében. Az A220-300 (korábban CS300), 6 tonnával könnyebb az A319neo-nál és közel 8 tonnával könnyebb a Boeing 737 MAX 7-nél, ami hozzájárul az akár 12%-os, a jelenlegi típusoknál 15%-os üzemeltetési költségmegtakarításhoz.

### Navigációs rendszer

Egy A220-300 pilótafülkéje

A pilótafülkében a Rockwell Collins Pro Line Fusion avionikai csomagja található, amely 15 hüvelykes (380 mm) kijelzőket, valamint átfogó navigációs, kommunikációs, felügyeleti, hajtómű-jelző és személyzeti riasztó- (EICAS) és karbantartó rendszereket tartalmaz. Az avionikai és egyéb alrendszerek további elemei a Parker Hannifin repülésirányító, üzemanyag- és hidraulikai rendszerei, a Liebherr Aerospace légiirányítási rendszere, valamint a United Technologies Corporation légadatrendszere, fékszárny- és csűrólap-mozgató berendezései.

### Utaskabin

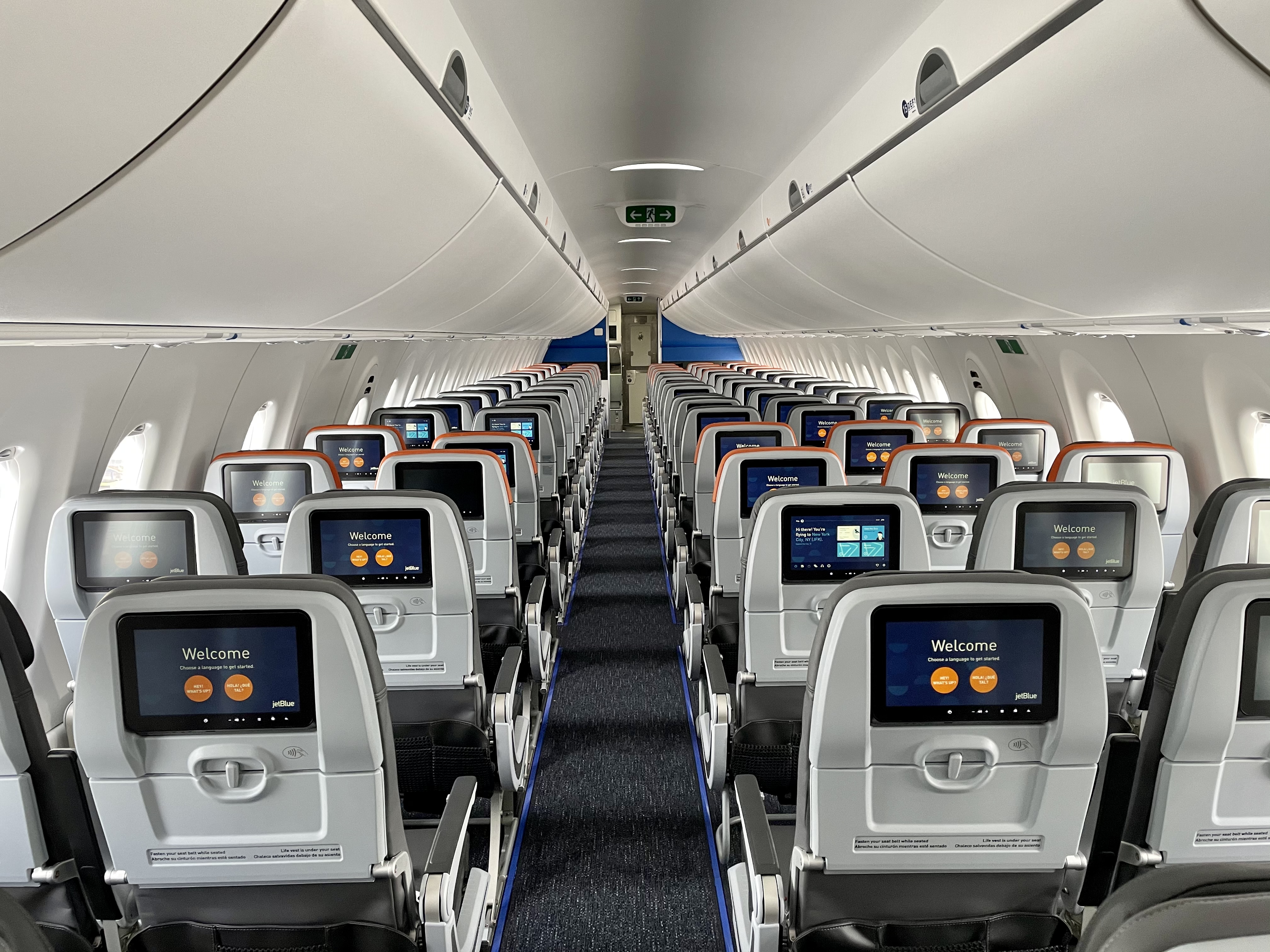
Az ötüléses utaskabin

A repülőgépcsalád ötüléses (három ülés bal, kettő jobb oldalt) kabinjának keresztmetszetét úgy tervezték, hogy az utasok számára nagy kényelmet biztosítson, olyan jellemzőkkel, mint a széles ülések és kartámaszok, valamint nagyobb ablakok, amelyek minden utas számára biztosítják a természetes fény fizikai és pszichológiai előnyeit. Az utastérben nagyméretű, elforgatható fej feletti tárolórekeszek voltak, amelyek lehetővé tették, hogy minden utas egy méretes kézipoggyászt is el tudjon helyezni a feje fölött. A gyártó állítása szerint a jelenleg forgalomban lévő keskeny törzsű repülőgépek kabinjaival összehasonlítva a repülőgépcsalád a légitársaságok számára az egy utasra jutó legnagyobb mennyiségű fej feletti tárolóhelyet, az utasok gyorsabb be- és kiszállását lehetővé tevő szélesebb folyosót, valamint a legszélesebb, 46 cm-nél (18 in) szélesebb turistaüléseket biztosít.

### Sárkányszerkezet
Az A220-300 középső törzse 3,4 méterrel hosszabb, mint a -100-asé, és szerkezetileg is erősebb, így jobban terhelhető. A törzsben alkalmazott alumínium-lítium, a szárnyakban, a vezérsíkban és a hátsó törzsben pedig a kompozit anyagok csökkentik a súlyt és növelik a korrózióállóságot, ami jobb karbantarthatóságot eredményez. A teljes repülőgépváz 70%-a fejlett könnyűszerkezetű anyagokból áll, amelyek 46%-a kompozit és 24%-a alumínium-lítium. Az Airbus szerint az A220-as összességében 25%-kal alacsonyabb üzemeltetési költséggel, 25%-kal alacsonyabb üzemanyag-felhasználással és szén-dioxid-kibocsátással alkalmazható.

## Üzemeltetés
A repülőgép a sorozatgyártás első két évében Bombardier CSeries néven futott, majd 2018-tól Airbus A220 a hivatalos neve.

### A CSeries alkalmazása

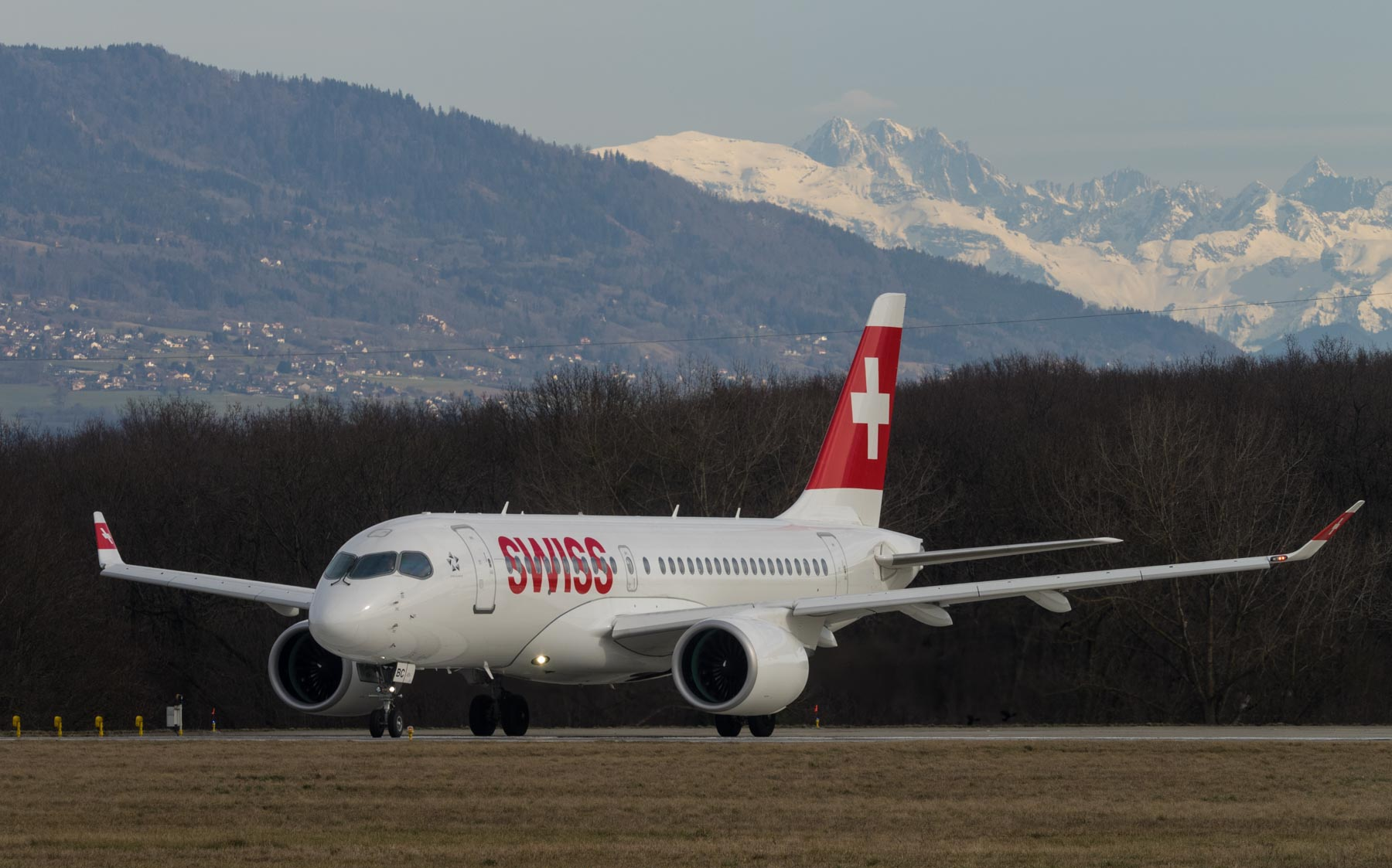
A Swiss Global Air Lines volt a típus legelső üzemeltetője

Az első CSeries 100 repülőgépet 2016. június 29-én adták át tulajdonosának, a Swiss Global Air Linesnak (a Swiss International leányvállalata), a Montréal–Mirabel nemzetközi repülőtéren, és július 15-én kezdte meg szolgálatát a légitársaság Zürich–Párizs járatán. Az első üzemeltető augusztusban azt nyilatkozta, hogy "az ügyfelek visszajelzései nagyon pozitívak a világos utastérrel, a csökkentett zajjal, az elegendő lábtérrel és kézipoggyásznak való hellyel, valamint a kényelmes ülésekkel. A pilótáink visszajelzései is örvendetesek. Különösen tetszik nekik az intuitív repülési élmény." Az első CS300-as november 28-án került átadásra az airBaltic légitársaságnak, és december 14-én kezdte meg a szolgálatot a Riga–Amszterdam vonalon. A bevezetéskor mindkét változat az eredeti specifikációk felett teljesített, és a CS300 hatótávolsága 2%-kal jobb volt a prospektusban szereplőnél, ahogy az egy ülőhelyre és egy útra jutó költsége is. Az airBaltic 2600 L/h üzemanyag-fogyasztásról számolt be, szemben a hasonló kapacitású Boeing 737-300-asok 3000 L/h-jával. A CS300 20 százalékkal kevesebb üzemanyagot fogyaszt, mint az Airbus hasonló gépe, az Airbus A319.

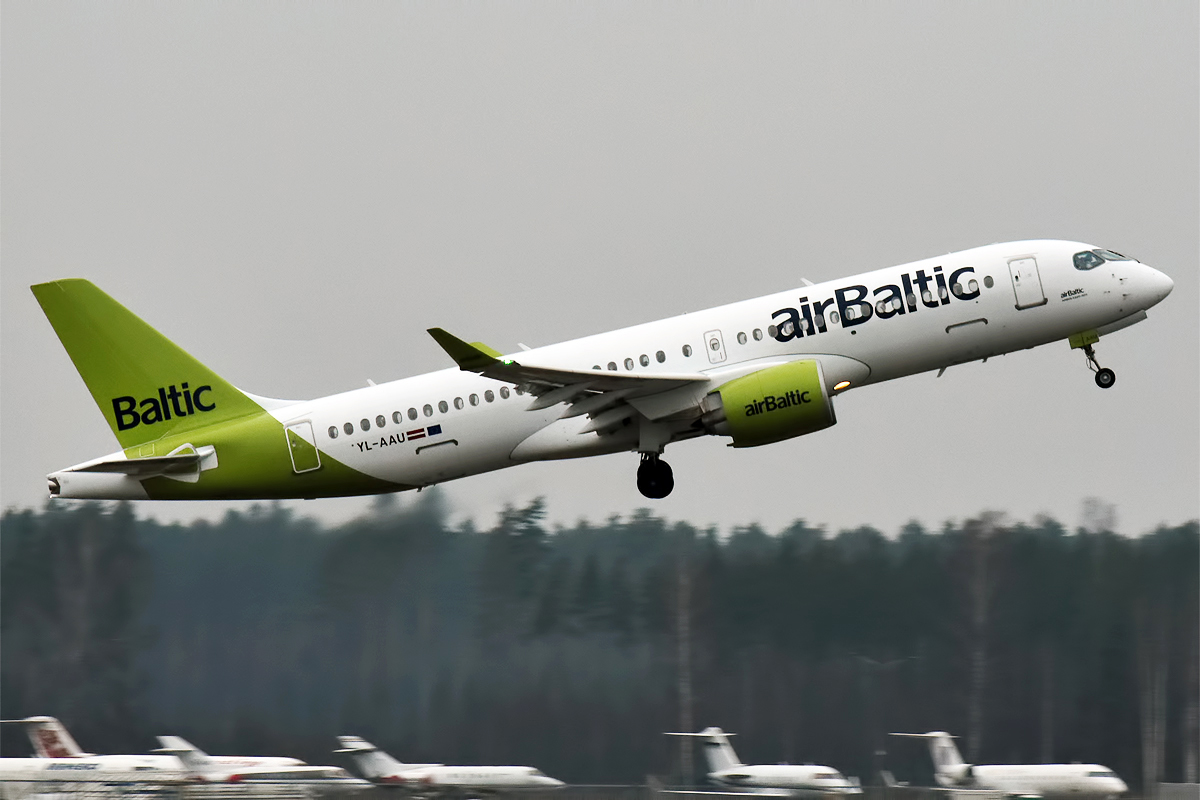
A jelenlegi második legnagyobb üzemeltető az airBaltic

A Swiss a 14 darab üzemeltetett gép több mint 28000 óra repülés után lecserélt egy hajtóműpárt, míg az airBaltic júniusban egy másikat. Az Air Baltic járatainak átlagos hossza 3 óra volt, a flotta átlagos napi kihasználtsága pedig 14 óra. 2017 szeptemberében több mint 1,5 millió utas 16 000 bevételt hozó járatot teljesített a 18 üzemben lévő repülőgéppel, ami 100 útvonalon napi 100 bevételt hozó járatot jelentett: a legtöbbet használt járat napi 17 órát tett ki. 2017. augusztus 8-án elindult a Swiss első járata Zürichből a London-City repülőtérre. 2017. szeptemberéig a CSeries flotta 20 rutinellenőrzésen esett át.

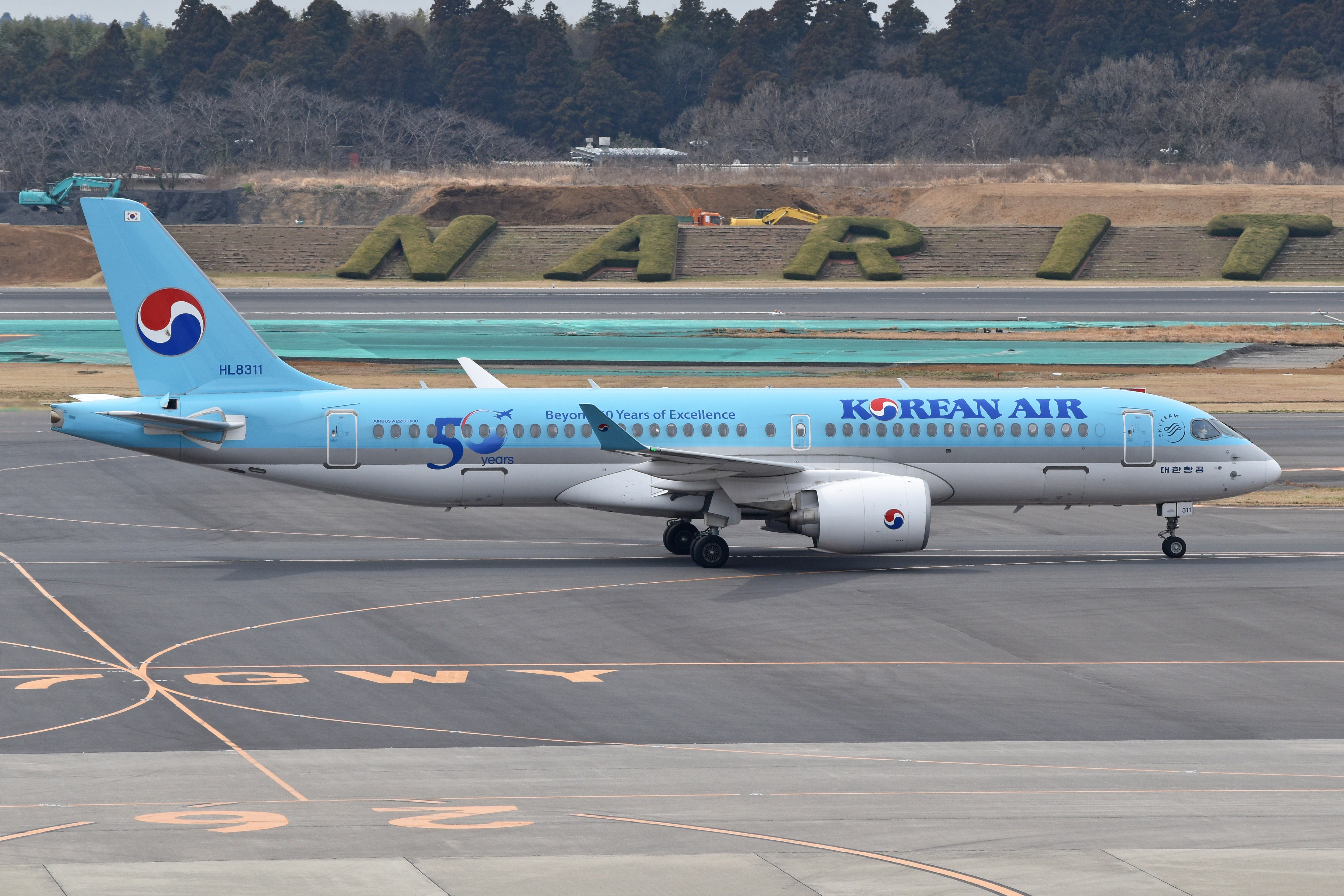
A Korean Air 2017 óta üzemeltet A220-ast

2017. december 22-én, a hajtóművek szállításának több hónapos késése után a Korean Air lett a harmadik légitársaság, amely üzemeltetni kezdte a típust. 2018. január 20-án teljesített először járatot, a Szöul–Ulszan vonalon. 2018. január elején a Korean Air megkapta a második gépét, a fennmaradó nyolc gépet pedig 2018 folyamán szállítják le. 2018 júniusától az airBaltic elérte a napi 18,5 órás maximális kihasználtságot.

### Az A220 alkalmazása
Az első, már Airbus márkanév alatt forgalmazott gépet az airBaltic kapta. 2018. október 26-án a Delta Air Lines megkapta az első A220-100-ast (korábban CS100) 75 darabos megrendeléséből. 2019. február 7-én a Delta végrehajtotta első A220-100-as járatát a New York–Dallas útvonalon. 2018. december 21-én az Air Tanzania is megkapta első A220-asát. 2019. szeptember 6-án az EgyptAir is átvette az első A220-asát a 12 darabos megrendeléséből, egy 300-ast 140 ülőhellyel. 2019. szeptember 6-án az EgyptAir megkapta az első140 ülőhelyes példányát, 15 business és 125 turistaüléssel. Az utolsó A220-300-ast 2020. október 5-én adták át. 2019. november 29-én átadták a 100. A220-ast, egy A220-300-ast a típus első üzemeltetőjének, az airBalticnak. A légitársaság ekkor teljesítette a leghosszabb járatot ezzel a típussal – egy 6,5 órás járatot Rigából Abu-Dzabiba.

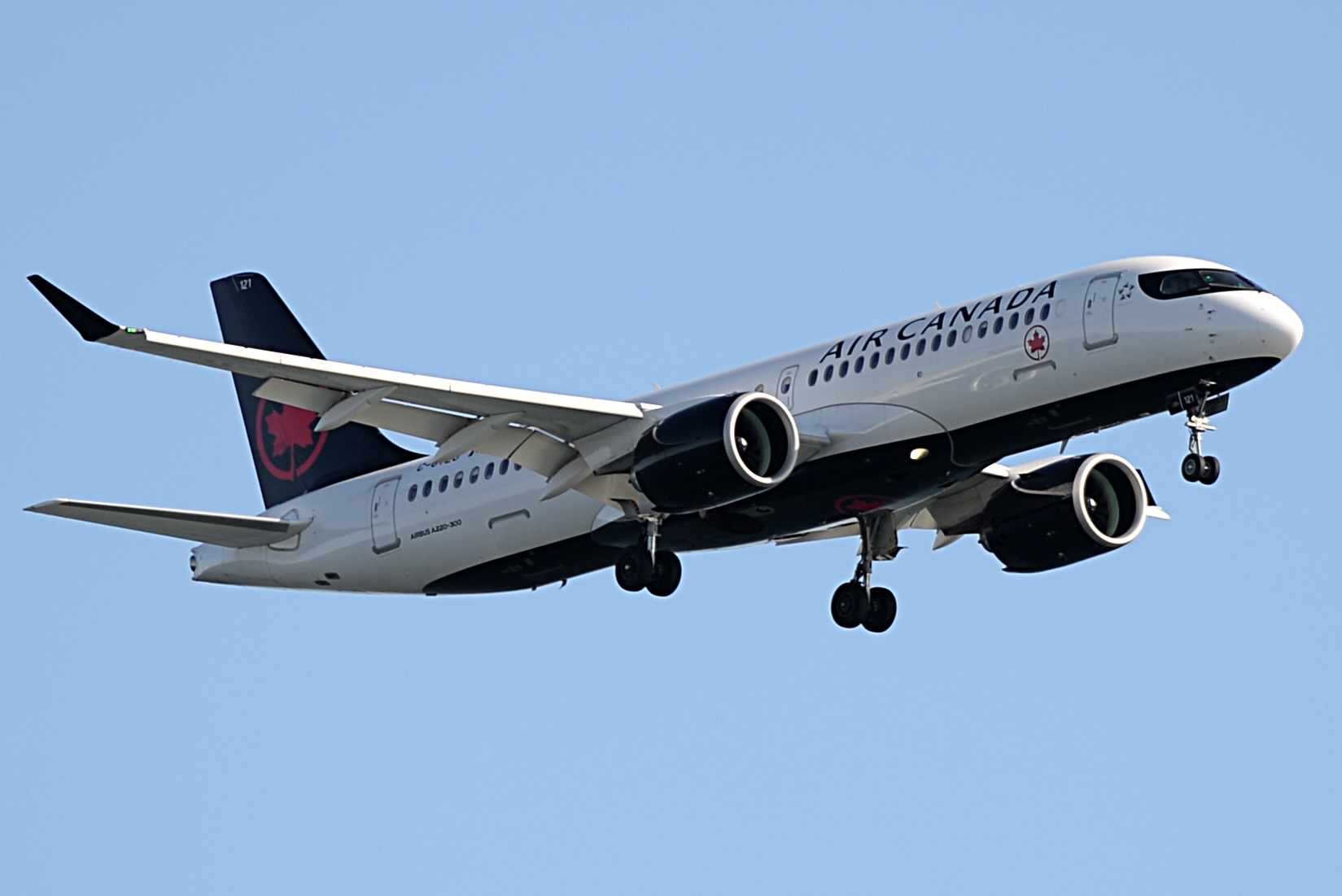
Az Air Canada volt a második észak-amerikai üzemeltető

Ebben az évben az airBaltic lett az első légitársaság, amely képes volt teljes körű karbantartást biztosítani az A220-300-as számára. 2019. december 20-án az Air Canada átvette az első A220-300-asát a 45 darabos megrendeléséből, majd 2020. január 16-án forgalomba is állította Calgary és Montréal között. Az Air Canada arra számított, hogy az A220-300-asok 15%-kal költséghatékonyabbak lesznek, mint az Embraer E190-eseké, amelyeket előbbiekkel váltanak le.
A Covid19-világjárvány csúcspontján számos útvonalon több mint 80%-kal csökkent a járatok száma a 2019-es év azonos időszakához képest. Az A220-as pozitív tulajdonságai miatt népszerűvé vált a légitársaságok körében, mivel a nagyobbakhoz hasonló hatótávolságú és gazdaságos teljesítményű kisebb repülőgépeket részesítették előnyben, hogy a kihasználtsági tényezőt elég magasan tudják tartani. 2020 májusa és decembere között az airBaltic minden járatát kizárólag A220-300-assal üzemeltette, hogy minimalizálja a komplexitást. 2020. december 31-én a JetBlue Airways is átvette az első A220-300-asát egy összesen 70 gépből álló megrendelésből, hogy leváltsa Embraer E190-es flottáját.

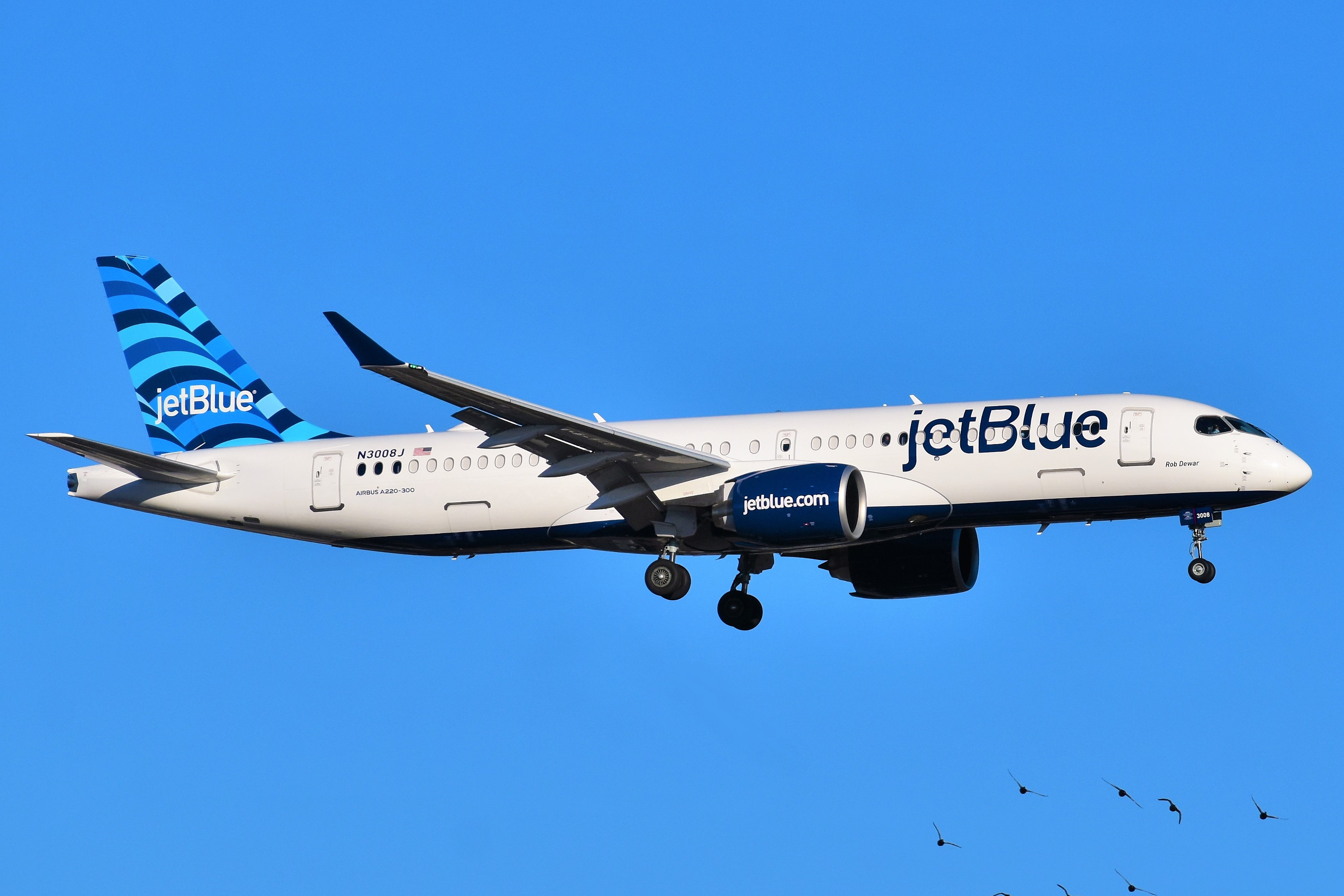
Jelenleg a JetBlue Airways rendelkezik a második legnagyobb A220-megrendeléssel (100 darab)

2021 januárjáig az airBaltic A220-as flottája 141 000 óra alatt közel 60 000 repülést teljesített, és több mint 5,6 millió utast szállított. 2021. április 22-én az Air Manas átvette az első A220-300-asát a tervezett három repülőgépből, amelyek a kirgizisztáni Biskekben fognak állomásozni, és az első olyan üzemeltető lett a FÁK-államokban, amely bevezette a típust. 2021. július 27-én a Réunion-szigeti székhelyű Air Austral lett a típus első francia üzemeltetője, miután átvette az első A220-300-asát az ATR 72-500-as és Boeing 737-800-as repülőgépek leváltására tervezett háromból, amelyeket Mauritiuson, Mayotte-on, a Seychelle-szigeteken, Dél-Afrikában, Madagaszkáron és Indiában üzemeltetnek.
2021. szeptember 29-én az Air France, az A220 legnagyobb európai megrendelője megkapta az első A220-300-asát egy 60 gépre szóló megrendelésből, amelyet a légitársaság keskenytörzsű hálózatán fog üzemeltetni 148 székes, egyosztályos utaskabinnal. 2020 augusztusától 2021 júliusáig az A220-asok átlagos menetrend szerinti teljesítménye (OTP) 99%-os volt, amelyet a Korean Air vezetett 99,63%-kal, így a légitársaság 2021. október 4-én, a IATA éves közgyűlésén elnyerte az "Airbus A220 Best Operational Excellence 2021" díjat. 2021. december 17-én a Breeze Airways átvette első A220-300-asát, amelyet az Airbus Mobile-tól a Tampai nemzetközi repülőtérre szállítottak. A második afrikai üzemeltető az Air Senegal lett 2021 decemberétől.

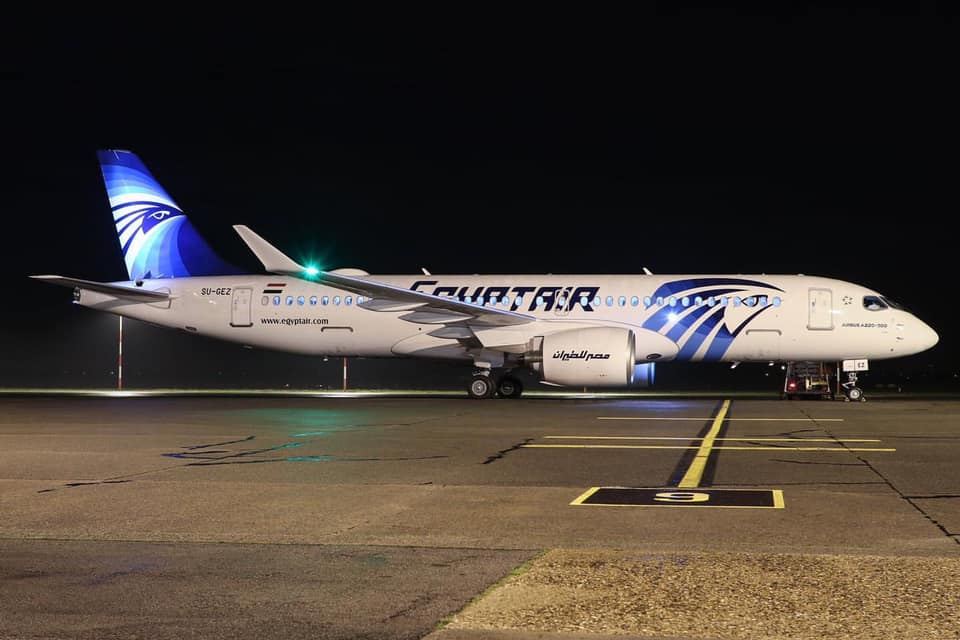
Az EgyptAir az első afrikai üzemeltető

2022. január 7-én az Iraqi Airways, Irak nemzeti légitársasága átvette az elsőt öt A220-300-as repülőgépéből. Üzembe helyezésével az EgyptAir után a második légitársaság lett, amely a MENA-régióban A220-ast üzemeltet. Május 6-án az Air Austral újraindította a Réunion és Csennai közötti útvonalát, amelyet a Covid idején felfüggesztettek. A járat 2870 tengeri mérfölddel a világ leghosszabb A220-as útvonala, ezt a rekordot korábban az airBaltic Riga–Dubaj járata tartotta 2884 mérfölddel. Július 12-én, mintegy hat évvel a típus szolgálatba állítása után az Airbus átadta a 220. A220-ast a JetBlue Airwaysnek, a típus legnagyobb megrendelőjének.
2022 szeptemberére a globális A220-as flotta több mint 650 000 repülést teljesített egymillió óra alatt, több mint 800 útvonalon, 325 célállomásra, 98,8%-os üzembiztonsággal.
2023 elején több üzemeltető, mint az Iraqi Airways, az ITA Airways, az airBaltic, az Air Tanzania és a Swiss International is kénytelen volt hajtóműproblémák miatt több A220-ast ideiglenesen leállítani. Az Air Tanzania szerint a PW1524G-3 hajtóműveket 1000 leszállás előtt kellett karbantartás céljából leszerelni, holott 5260 leszállás után kellett volna eltávolítani őket. Június 16-án a Bulgaria Air, Bulgária nemzeti légitársasága átvette első A220-asát a Mirabel létesítményből. A légitársaság összesen öt A220-300-ast és két A220-100-ast lízingelt az Air Lease Corporationtől (ALC), és a flottával Európa-szerte regionális és nemzetközi útvonalakon egyaránt repült. Júliusban, öt évvel azután, hogy az A220-as csatlakozott az Airbus repülőgépcsaládhoz, a több mint 260 A220-asból álló flotta több mint egymilliárd kilométert repült több mint 1100 útvonalon, és több mint 90 millió utast szállított a világ több mint 375 célállomására. Július 21-én a Cyprus Airways átvette első két, az ALC-től lízingelt A220-300-asát. ovember 28-án a nigériai Ibom Air átvette első új A220-300-asát, amely egyike a tíz megrendelt példánynak. A légitársaság már korábban is szerzett tapasztalatot az A220-asok üzemeltetésével, mivel 2021-ben ideiglenesen bérbe vett egy párat az EgyptAirtől. December 16-án a Qantas átvette az első A220-300-asát a 29 megrendelt példányból, ezzel a típus 20. üzemeltetőjévé vált. A repülőgépet a belföldi leányvállalat, a QantasLink üzemelteti, és nagyvárosi és regionális célállomásokat szolgál ki Ausztrália-szerte.

## Típusváltozatok

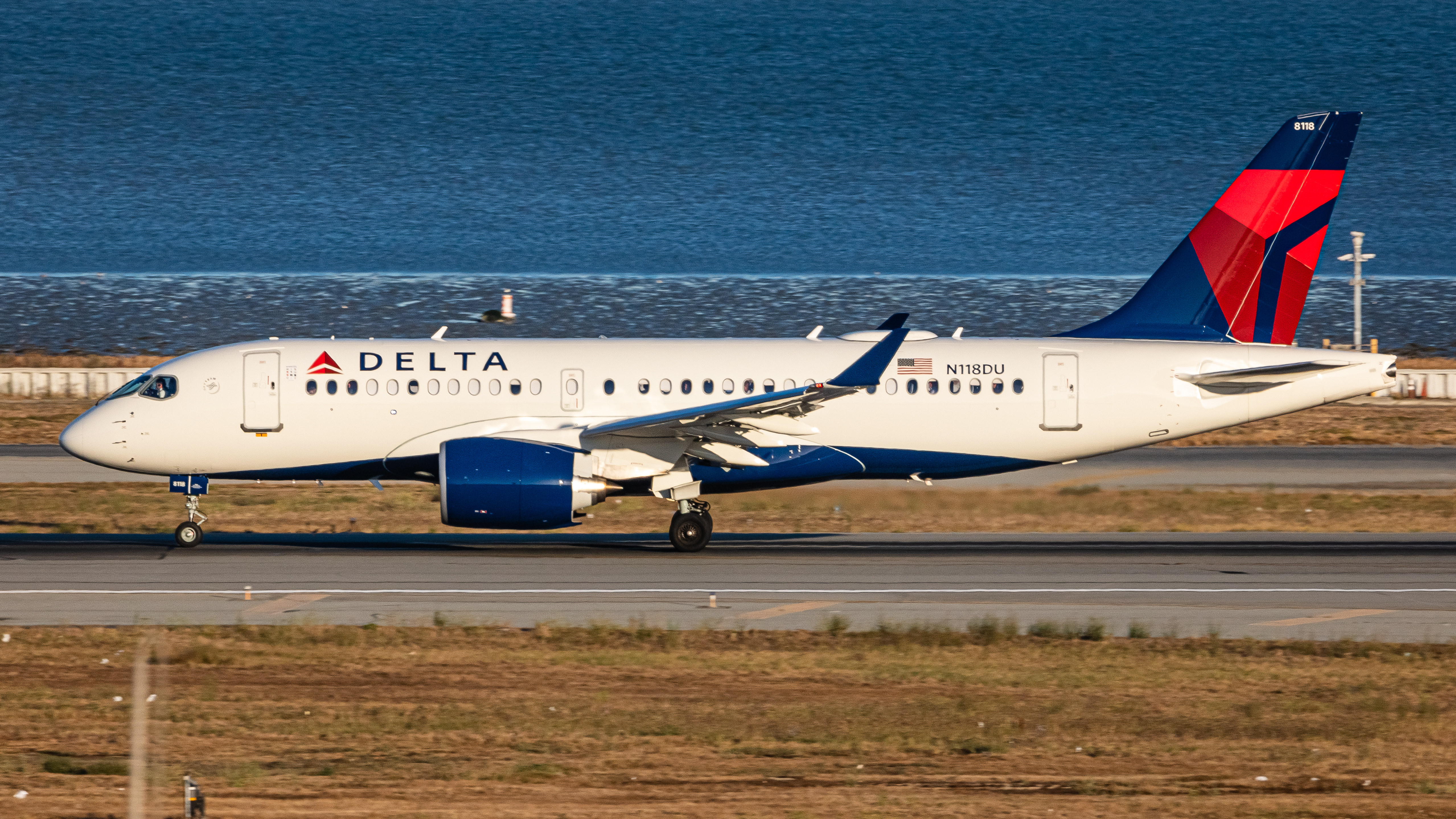
A jelenlegi legnagyobb üzemeltető és megrendelő az amerikai Delta Air Lines

Két fő változata létezik: a rövidebb A220-100, beleértve az ACJ TwoTwenty üzleti repülőgép változatát is, és a 3,7 méterrel hosszabb A220-300-as. A 99%-os hasonlóságuk lehetővé teszi a közös pótalkatrész-készletet, ami csökkenti a beruházási és karbantartási költségeket.

### A220-100
Az A220-100 az A220 legrövidebb változata, amely jellemzően 100 és 130 utas befogadására alkalmas. Eredetileg Bombardier CS100 néven futott.

### A220-300
Az A220-300 a nagyobbik, 3,7 méterrel hosszabb, mint a 100-as, és 120-160 utast képes szállítani. Mióta az Airbus felvásárolta a programot, annak korábbi hasonló típusa, az A319 (az A320 rövidebb változata) sokat veszített népszerűségéből.

### ACJ TwoTwenty
Az A220-100 üzleti repülőgép változata 10 460 km (5 650 nmi) hatótávolsággal és 73 négyzetméter kabinfelülettel rendelkezik 18 utas számára. Az első szállítás 2023-ra várható.

## Üzemeltetők
2023 decemberéig 314 darabot szállítottak le összesen 21 légitársaságnak. A jelenlegi legfontosabb üzemeltetők a következőekː
- Delta Air Linesː 68 darab
- airBalticː 46 darab
- Air Canadaː 33 darab
- Air Franceː 32 darab
- Swiss International Air Linesː 30 darab
- JetBlue Airwaysː 24 darab
- Breeze Airwaysː 20 darab
- EgyptAirː 12 darab
- Korean Airː 10 darab

### Rendelés és átadás
| Típus    | Megrendelés | Leszállítva |
| -------- | ----------- | ----------- |
| A220-100 | 102         | 59          |
| A220-300 | 819         | 255         |
| Összesen | 914         | 314         |

## Balesetek és események
A típusnak ezidáig nem volt balesete.